# 17934 Deleon
17934 Deleon è un asteroide della fascia principale. Scoperto nel 1999, presenta un'orbita caratterizzata da un semiasse maggiore pari a 2,3678936 UA e da un'eccentricità di 0,0677663, inclinata di 6,69692° rispetto all'eclittica.